# Eugène France
Eugène France né le 28 décembre 1906 à Vichy et décédé le 19 juillet 1944 à La Chaize commune de Saint-Pardoux-Lavaud était un militant communiste et un résistant creusois.

## Biographie

### Le Résistant
Dès 1940, malgré la surveillance policière, Eugène France tente de regrouper, dans la région de Guéret, les militants du parti communiste dissous. Il entretient également des contacts fréquents avec les autres groupes de résistants en formation. Il voit notamment régulièrement Albert Fossey membre du mouvement Libération-Sud qui deviendra le chef départemental FFI en 1944. Il prend le pseudonyme de Randonneau, et devient le responsable politique (commissaire aux effectifs) des FTP creusois.
Durant l'année 1943, il participe activement à la structuration de la Résistance communiste départementale et des groupes de combat FTP. Pourchassé par la police et la Gestapo, il entre en clandestinité le 4 février 1944. Il passe sa première nuit à l'école de Lavaud dans la commune de Lépinas avant de rejoindre le maquis. Il poursuit son action dans le maquis jusqu'au 7 juin 1944, jour de la première libération de Guéret, qui voit l'ensemble des forces de la Résistance creusoise libérer sa préfecture.
En tant que représentant du PCF, Eugène France siège au directoire du Comité départemental de libération (CDL) mis en place dès le 7 juin. Face à la contre attaque allemande, les résistants doivent évacuer Guéret le 9 juin. Il est un des derniers à quitter la ville accompagné de son ami Albert Coucaud. Selon Marc Parrotin, au cours des jours suivants, une violente altercation l'oppose au lieutenant-colonel Albert Fossey-François au sujet de l'évacuation. Il reprend le maquis.
Au cours de la dispersion des maquis qui suit l'attaque de la brigade Jesser, il trouve la mort le 19 juillet 1944, près du village de La Chaize (commune de Saint-Pardoux-Morterolles), dans des conditions jamais totalement élucidées. C'est une des figures politiques départementales les plus prometteuses qui disparait. Le 24 septembre 1944, le préfet Henry Castaing, prononçant son éloge funèbre, le définit ainsi : Franc et loyal, convaincu, France n'a jamais accepté un renoncement à son idéal ; il n'a jamais accepté un compromis avec ses convictions.

### Personnalités
- Auguste Tourtaud alias commandant "André" Membre de l'État major FTP de la Creuse. Député communiste de la Creuse (1945-1958)
- Raymond Belmont alias Commandant "Martin" Chargé des liaisons FTP/AS. Chef d'État major départemental FFI en 1944.
- Albert Coucaud Membre du PCF Clandestin. Responsable de la CGT clandestine Creusoise. Responsable de l'école des cadres FTP. Membre du CDL en 1944. Secrétaire départemental de la CGT (1944-1950)

### Évènements
- Libération de Guéret
- Massacre du bois du Thouraud
- Massacre de Combeauvert